# Limonium virgatum
Espèce
Synonymes
- Limonium dubium (Andrews ex Guss.) Litard.[2]
- Statice dubia Andrews ex Guss.[2]
- Statice oleifolia (Mill.) Scop.[2]
- Statice smithii Ten.[2]
- Statice virgata Willd.[2]
- Taxanthema oleifolia (Mill.) Sweet[2]
- Taxanthema viminea Sweet[2]

Statut de conservation UICN

 LC  : Préoccupation mineure
Limonium virgatum, le Statice raide, est une espèce de plantes méditerranéennes halophile de la famille des Plumbaginaceae.
La floraison a lieu de mai à septembre.

## Liste des sous-espèces
Selon Tropicos (5 octobre 2019) :
- Limonium virgatum subsp. fontqueri (Pau) O. Bolòs, Vigo, Masalles & Ninot
- Limonium virgatum subsp. pseudodictyocladum (L. Llorens) O. Bolòs, Vigo, Masalles & Ninot

## Habitats
Limonium virgatum est présent dans les pelouses salées sablo-limoneuses et les rochers littoraux.

## Aire de répartition
Limonium virgatum est présent au tour du bassin méditerranéen (Sténo-méditerranéen).